# 王甘杭
王甘杭（1933年8月—2023年1月4日），男，广东广州人，中华人民共和国政治人物。曾任中华人民共和国农业部农业司司长、中国花卉协会秘书长，中国农学会常务理事。